# ISO/IEC 27005
ISO /IEC 27005 — міжнародний стандарт інформаційної безпеки, який в Україні має назву ДСТУ ISO/IEC 27005:2015 Інформаційні технології. Методи захисту. Управління ризиками інформаційної безпеки (ISO/IEC 27005:2011, IDT), прийнято 18 грудня 2015 року, вступив в дію з початку 2017 року.
Цей стандарт забезпечує рекомендації для менеджменту ризиків інформаційної безпеки, які включають інформацію і менеджмент ризиків безпеки технологій телекомунікації.
Методи, описані в цьому стандарті, відповідають загальним поняттям, моделям і процесам, зазначеним в ISO / IEC 27001. Ці рекомендації призначені, щоб допомогти реалізувати достатню інформаційну безпеку, засновану на підході менеджменту ризиками.
Для закінченого розуміння цього стандарту важливо знайомство з поняттями, моделями, процесами і термінологією, описаної в ISO/IEC 27001 та ISO/IEC 27002.
Цей міжнародний стандарт є придатним до всіх типів організацій (наприклад, комерційні підприємства, урядові агентства, некомерційні організації), які мають намір здійснювати менеджмент ризиками, які ставлять під загрозу інформаційну безпеку організації.

## Зміст стандарту
Стандарт не вказує, не рекомендує або навіть не називає конкретного методу управління ризиками. Проте це означає постійний процес, що складається з структурованої послідовності дій, деякі з яких ітеративні:
- Встановити контекст управління ризиками (наприклад, обсяг, зобов'язання щодо дотримання, підходи / методи, що підлягають використанню, а також відповідні політики та критерії, такі як толерантність або апетит до ризику організації)
- Високоякісно або якісно оцінити (тобто ідентифікувати, аналізувати та оцінювати) відповідні інформаційні ризики, беручи до уваги інформаційні активи, загрози, існуючі контролі та вразливі місця, щоб визначити імовірність сценаріїв інцидентів або інцидентів, а також очікувані комерційні наслідки, якщо вони мали місце, визначити «рівень ризику»
- Використовувати (наприклад, змінювати елементи інформаційної безпеки), зберігати (приймати), уникати та / або поділяти (з третіми сторонами) ризики відповідно, використовуючи ці «рівні ризику» для визначення їх пріоритету.
- Моніторте та переглядайте ризики, ризикові методи лікування, зобов'язання та критерії на постійній основі, виявляючи та відповідаючи на відповідні суттєві зміни.